# Coup d'État à Tripoli
Coup d'État à Tripoli est le 108e roman de la série SAS, écrit par Gérard de Villiers et publié en 1992  aux éditions Gérard de Villiers (nouvelle publication en 2015 avec une page de couverture différente). Comme tous les SAS parus au cours des années 1990, le roman a été édité lors de sa publication en France à 200 000 exemplaires. Le roman expose une tentative de coup d'État manquée contre le colonel Kadhafi.
L'action du roman est censée se dérouler en juin 1992, essentiellement en Tunisie et en Libye.
Malko Linge est chargé de découvrir pourquoi l'un des hommes clef d'un coup d'État en préparation contre le colonel Kadhafi a été assassiné dans un grand hôtel tunisien, alors que l'opération est imminente.

## Personnages principaux
- Malko Linge : agent secret.
- Bryan Palmer, chef de l'antenne de la CIA à Tunis.
- Leila Kadouni, mère maquerelle.
- Ibrahim Khalifa, personnage central du coup d'État en préparation.
- Ashraf Khaled, compagne d'Ibrahim Khalifa.
- El Mabrouk Sahban, colonel libyen adjoint d'Ibrahim Khalifa.
- Maureen O'Flaherty, membre de l'IRA.
- Alan Cork, membre de l'IRA.
- Aïcha Renahem, femme avec qui Malko a une liaison.
- Arnold Angel, opérateur de télécommunications.

## Résumé
Bryan Palmer, chef de l'antenne de la CIA à Tunis, pense avoir bien « cadré » l'opération Desert Spring qui doit renverser le colonel Kadhafi en Libye. Cette opération doit être l'action d'éclat qui devrait clore sa carrière, à deux ans de sa retraite. Malheureusement, le colonel libyen El Mabrouk Sahban, un des hommes clef de l'opération, est assassiné dans un grand hôtel tunisien sous les yeux de Bryan Palmer. Le 4 juin 1992, Palmer fait venir Malko Linge pour évaluer si ce meurtre est lié, ou non, avec l'opération qui doit débuter le 9 juin et se terminer la veille de l'Aïd el-Kebir, le 11 juin.
L'enquête de Malko le mène auprès d'une mère maquerelle, Leila Kadouni, et d'une veuve, Aïcha Renahem. Il découvre que les tueurs de Sahban sont deux membres de l'IRA : Maureen O'Flaherty et Alan Cork. Malko subit deux attaques visant à le tuer, et il acquiert la conviction que les tueurs sont deux « renégats » de la CIA, Terpil et Shepard.
Pendant ce temps, le personnage central du coup d'État en préparation, Ibrahim Khalifa, se demande pourquoi son lieutenant (El Mabrouk Sahban) a été assassiné, et si le colonel Kadhafi est au courant du projet de coup d'État. Il envoie sa compagne Ashraf Khaled en Tunisie afin de prendre contact avec Bryan Palmer. Mais plutôt que Palmer, Ashraf Khaled préfère contacter, via Leila Kadouni, Malko, à qui elle expose la situation et les interrogations d'Ibrahim Khalifa. Poursuivant son enquête, Malko envisage qu'un traître ait tout révélé aux services secrets libyens, et pense trouver en Arnold Angel, opérateur de télécommunications au sein de l'ambassade américaine de Tunisie, le traître en question. Après tergiversations, le projet d'attentat est annulé la veille de son déroulement théorique.
Après avoir subi une tentative d'assassinat (ce qui tendrait à montrer que Kadhafi est au courant du coup d'État), Ibrahim Khalifa quitte la Libye et rejoint Malko et Ashraf Khaled en plein désert. Malko et Palmer s'occupent de l'exfiltration. Malko, en proie à des désirs sexuels, tente d'entrer en contact avec Aïcha Renahem. Se rendant au domicile de cette dernière, il la découvre morte, égorgée. Il découvre chez elle une photographie montrant Arnold Angel, l'opérateur de télécommunications soupçonné de trahison, se livrant à des ébats sexuels avec Forrest Uhler, représentant en Tunisie une importante compagnie pétrolière américaine. Malko, Ibrahim Khalifa et Ashraf Khaled se rendent à l'aéroport pour que les deux Libyens quittent la Tunisie en direction de l'Égypte, où ils doivent être cachés par la CIA. À l'aéroport, Malko, qui a repéré les deux tueurs d'El Mabrouk Sahban, abat Maureen O'Flaherty et fait arrêter Alan Cork. L'avion spécial affrété par la CIA pour emmener Ibrahim Khalifa et Ashraf Khaled prend son envol.
Malko regagne l'ambassade, où il apprend qu'Arnold Angel a prévu de quitter la Tunisie très prochainement et qu'il vient de prendre sa voiture pour aller rendre visite à Forrest Uhler. Malko décide d'aller chez ce dernier, où il découvre les deux hommes dans des ébats homosexuels. Malko apprend qu'Arnold Angel s'est renseigné sur le plan de vol de l'avion emprunté par les deux Libyens. Attaqué par Forrest Uhler, Malko tue Arnold Angel et fait arrêter Uhler. Il informe Bryan Palmer du fait que Kadhafi pourrait avoir l'intention d'abattre l'avion de la CIA. Des avions de chasse américains basés à bord d'un porte-avions sont envoyés protéger l'avion de la CIA, mais celui-ci est néanmoins abattu par des avions libyens : Ibrahim Khalifa et Ashraf Khaled sont tués.
« Ce n'était pas de sitôt que la CIA tenterait à nouveau une opération de déstabilisation contre la Libye. Le colonel Kadhafi avait encore de beaux jours devant lui. » (dernières phrases du roman).

## Autour du roman
- Malko Linge était déjà venu en Tunisie dix ans auparavant, en 1982 (SAS no 68, Commando sur Tunis).
- Malko est souvent amené, dans la série, à fomenter des coups d'État ou, au contraire, à essayer de les déjouer :
  - SAS contre CIA (SAS no 2)
  - Amok à Bali (SAS no 17)
  - Mourir pour Zanzibar (SAS no 30)
  - Carnage à Abu Dhabi (SAS no 59)
  - Putsch à Ouagadougou (SAS no 76)

### Présence de Khalifa Haftar
Le roman mentionne plusieurs fois Khalifa Haftar, un ancien officier de Kadhafi réfugié aux Etats-Unis, comme étant le principal bénéficiaire du coup d'Etat (dans le livre, Haftar devait remplacer Kadhafi). En octobre 1993, un an après la publication du roman, Haftar tenta réellement de prendre le pouvoir en Libye, mais son coup d'Etat se solda là aussi par un échec. Finalement, Haftar revint en Libye en 2011 et s'est imposé depuis comme l'homme fort du pays.